# 사호 신호장
사호 신호장(일본어: 佐保信号場, さほしんごうじょう 사호신고우조[*])은 일본 나라현 나라시에 위치한 서일본 여객철도의 신호장이다.
나라야마역에서 나라역 방향으로 0.9km 정도 거리에 위치한 복선 분기형 신호장으로 나라 전차구에서 출입고되는 회송 열차를 위해 설치되어 있다. 사호 신호장 중 출고선 1개와 입출고 공용선 1개를 사호 신호장(약칭 사호 '신'), 본선 상의 분기점 및 중선 1개를 사호 중선(약칭 사호 '중')이라고 하며 나라 전차구에서 나라 방면으로 출고하는 열차 이외에는 사호 중선을 이용하게 된다.

## 역사
- 1984년 8월 31일: 나라야마 ~ 나라 사이에 개설.

## 같이 보기
- 나라 전차구